# Ogilbia nigromarginata
Ogilbia nigromarginata är en fiskart som beskrevs av Møller, Schwarzhans och Nielsen 2005. Ogilbia nigromarginata ingår i släktet Ogilbia och familjen Bythitidae. IUCN kategoriserar arten globalt som livskraftig. Inga underarter finns listade i Catalogue of Life.